# Chris Penn
Christopher Shannon Penn (* 10. Oktober 1965 in Los Angeles; † 24. Januar 2006 in Santa Monica) war ein US-amerikanischer Schauspieler. Er wurde 1992 durch Quentin Tarantinos Spielfilm Reservoir Dogs – Wilde Hunde bekannt. Sein älterer Bruder ist der Schauspieler Sean Penn.

## Leben
Chris Penn wurde 1965 in Los Angeles geboren. Sein 1998 verstorbener Vater Leo Penn arbeitete als Regisseur für Fernsehserien; seine Mutter ist die 2022 verstorbene Schauspielerin Eileen Ryan. Seine älteren Brüder sind der Musiker Michael sowie der Schauspieler Sean Penn. 
Er begann seine Schauspielkarriere im Alter von zwölf Jahren und gab 1979 in Charlie and the Talking Buzzard sein Filmdebüt. 1983 folgten Auftritte in Der richtige Dreh neben Tom Cruise und in Francis Ford Coppolas Rumble Fish. 1984 hatte er im Film Footloose neben Kevin Bacon und John Lithgow eine Nebenrolle. 1986 spielte er in dem Thriller Auf kurze Distanz erstmals an der Seite seines Bruders Sean und seiner Mutter Eileen Ryan. In der Folgezeit übernahm er oft Nebenrollen. Für seine Rolle im Film Das Begräbnis wurde er 1996 als bester Nebendarsteller beim Internationalen Filmfestival von Venedig ausgezeichnet.
Bekannt wurde er vor allem durch seine Rolle in Quentin Tarantinos Spielfilm Reservoir Dogs – Wilde Hunde als Nice Guy Eddie und in True Romance, in dem er die Figur des Nicky Dimes übernahm. Im Film Mord nach Plan spielte er neben Sandra Bullock. In Robert Altmans Short Cuts trat Chris Penn ebenfalls auf. Für das Computerspiel Grand Theft Auto: San Andreas lieh er 2004 der Figur Officer Eddie Pulaski seine Stimme. Sein letzter Film, The Darwin Awards, feierte im Januar 2006 seine Uraufführung beim Sundance Film Festival. Neben Penn waren auch Joseph Fiennes, Juliette Lewis und Winona Ryder unter den Darstellern.
Er hatte eine langjährige Beziehung mit der Schauspielerin Steffiana De La Cruz. Sie trennten sich 1999. Penn litt an einer Herzvergrößerung und wurde im Januar 2006 in seiner Wohnung in Santa Monica im Alter von 40 Jahren tot aufgefunden. Chris’ Bruder Sean nannte insbesondere das Gewicht seines Bruders von zeitweise über 150 Kilo und die daraus entstandenen gesundheitlichen Probleme als Faktor für seinen frühen Tod.

## Filmografie (Auswahl)
- 1979: Charlie and the Talking Buzzard
- 1982: Magnum (Magnum, P.I., Fernsehserie, Folge 3x11 Ärztin unter Mordverdacht)
- 1983: Der richtige Dreh (All the Right Moves)
- 1983: Rumble Fish
- 1984: Footloose
- 1984: The Wild Life
- 1985: Pale Rider – Der namenlose Reiter (Pale Rider)
- 1986: Auf kurze Distanz (At Close Range)
- 1987: Made in USA
- 1989: Zurück vom River Kwai (Return from the River Kwai)
- 1989: Karate Tiger IV – Best of the Best (Best of the Best)
- 1991: Die wahren Bosse – Ein teuflisches Imperium (Mobsters)
- 1991: Lederjacken (Leather Jackets)
- 1992: Reservoir Dogs – Wilde Hunde (Reservoir Dogs)
- 1993: True Romance
- 1993: Short Cuts
- 1993: Best of the Best 2 – Der Unbesiegbare (Best of the Best 2)
- 1993: Musik des Zufalls (The Music of Chance)
- 1993: Stage Fright – Eine Gurke erobert Hollywood (The Pickle)
- 1993: Josh and S.A.M.
- 1993: Eine Familie namens Beethoven (Beethoven’s 2nd)
- 1994: Unsere Welt war eine schöne Lüge (Imaginary Crimes)
- 1995: Chicago Hope – Endstation Hoffnung (Chicago Hope, Fernsehserie, Folge 1x14)
- 1995: Unter dem Hula Mond (Under the Hula Moon)
- 1995: Blutspur durch St. Petersburg (Sacred Cargo)
- 1995: To Wong Foo, thanks for Everything, Julie Newmar (To Wong Foo, Thanks for Everything, Julie Newmar)
- 1996: Boys Club – Der Killer im Versteck (The Boys Club)
- 1996: Nach eigenen Regeln (Mulholland Falls)
- 1996: Dead Man’s Walk – Der tödliche Weg nach Westen (Dead Man’s Walk, Miniserie)
- 1996: Das Begräbnis (The Funerals)
- 1997: Cannes Man
- 1997: Scharfe Täuschung (Deceiver)
- 1998: Fear – Im Angesicht der Angst (Papertrail)
- 1998: One Tough Cop
- 1998: Rush Hour
- 2001: Mister Undercover (Corky Romano)
- 2002: Schwere Jungs (Stealing Harvard)
- 2002: Mord nach Plan (Murder by Numbers)
- 2002: Supercop in L.A. (Redemption)
- 2003: Masked and Anonymous
- 2003: CSI: Miami (Fernsehserie, Folge 1x20 Schießwütig)
- 2003: The Brotherhood of Poland, New Hampshire (Fernsehserie, 6 Folgen)
- 2003: Will & Grace (Fernsehserie, Folge 6x10 Der Fanilow)
- 2004: Starsky & Hutch
- 2004: After the Sunset
- 2005: Criminal Intent – Verbrechen im Visier (Law & Order: Criminal Intent, Fernsehserie, Folge 4x15)
- 2005: Everwood (Fernsehserie, Folge 3x17 Bittere Wahrheit)
- 2005: Entourage (Fernsehserie, Folge 2x04 Ein heißer Tipp)
- 2006: The Darwin Awards
- 2013: Aftermath [2006 gedreht]

## Videospiele
- 2004: Grand Theft Auto: San Andreas – Stimme von Officer Eddie Pulaski

## Auszeichnung
- Golden Globes
  - 1994: Bestes Ensemble für Short Cuts
- Genie Awards
  - 1996: Nominiert als bester Hauptdarsteller für Boys Club – Der Killer im Versteck
- Independent Spirit Awards
  - 1997: Nominiert als bester Hauptdarsteller für Das Begräbnis
- Internationale Filmfestspiele von Venedig
  - 1996: Bester Nebendarsteller für Das Begräbnis
  - 1993: Bestes Ensemble für Short Cuts